# Monay (pan)
El monay o pan de monja es un panecillo de miga densa típico de las islas Filipinas, elaborado con harina de trigo, leche y sal. Tiene una característica hendidura central (greña) que divide el pan en dos mitades redondas. Es una comida humilde común, generalmente se come como merienda con queso o se moja en bebidas calientes.
Es uno de los tipos de pan más básicos en Filipinas y, a veces, se lo conoce como «la madre de todos los panes filipinos», ya que puede modificarse para dar lugar a otros tipos de pan, como el pinagong y el putok.

## Descripción
Monay se hace con harina para todo uso o masa de harina de pan, mezclada con leche (generalmente leche en polvo), levadura, yema de huevo y una pequeña cantidad de sal, azúcar y mantequilla. Se amasa hasta hacer una bola y se deja reposar durante un par de horas hasta que la masa duplique su tamaño. Luego se enrolla en un cilindro y se corta en trozos pequeños y se le da forma. Por lo general, se pinta la superficie con un huevo batido en la parte superior antes de hornearse. El pan monay es de color amarillento o marronáceo, pero las variantes comerciales modernas son de color marrón más pálido.

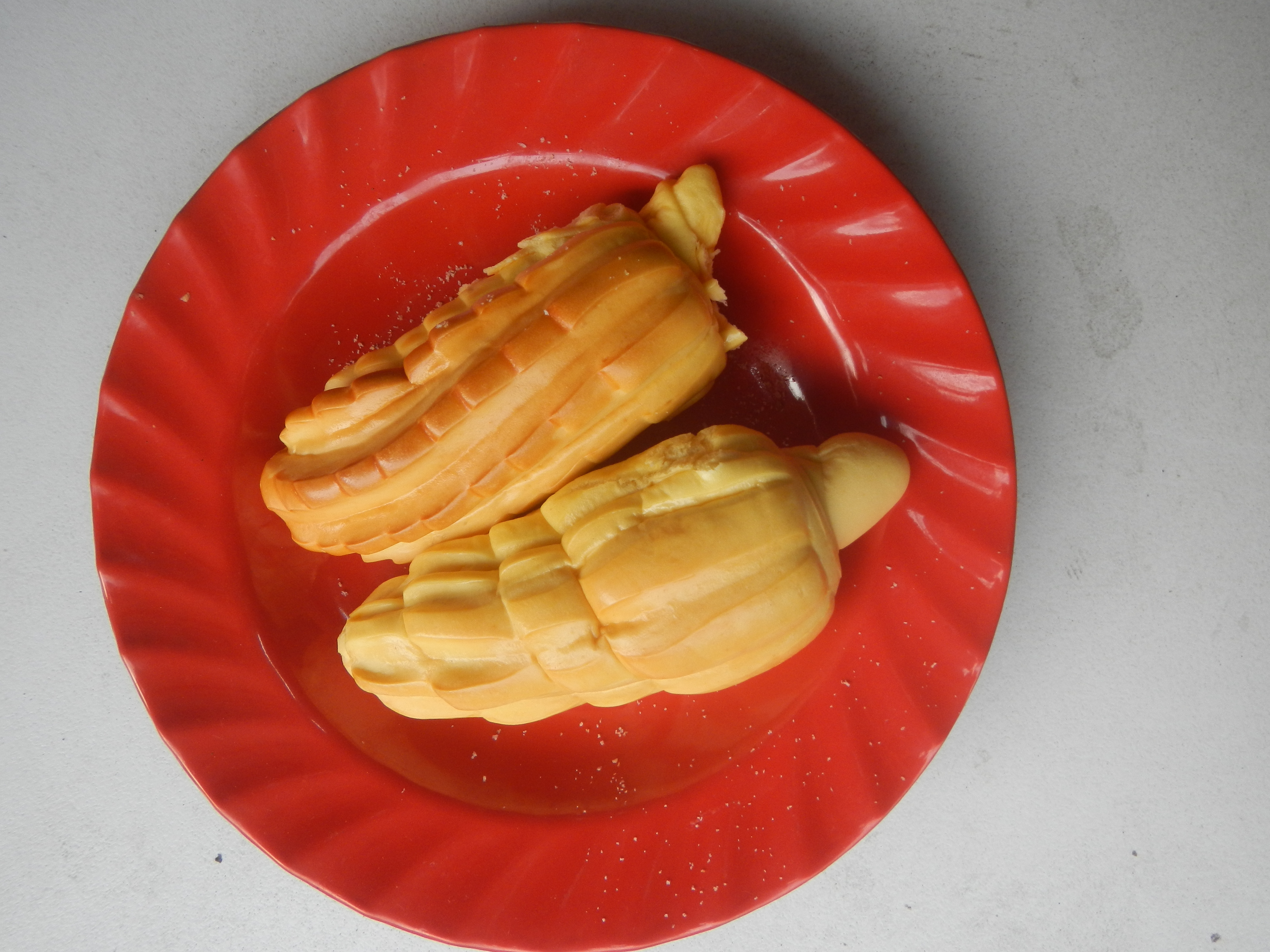
Pinagong
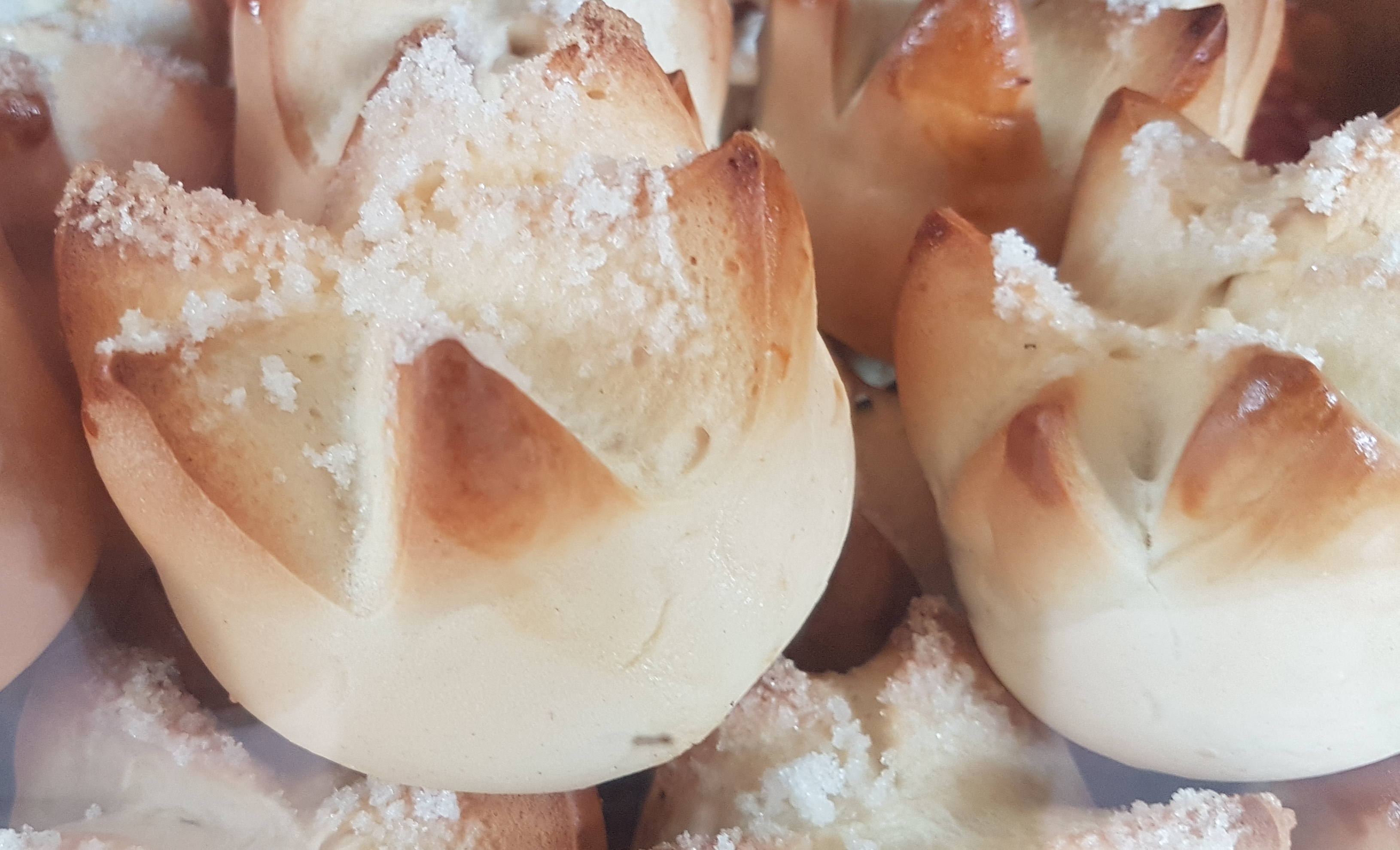
Putok
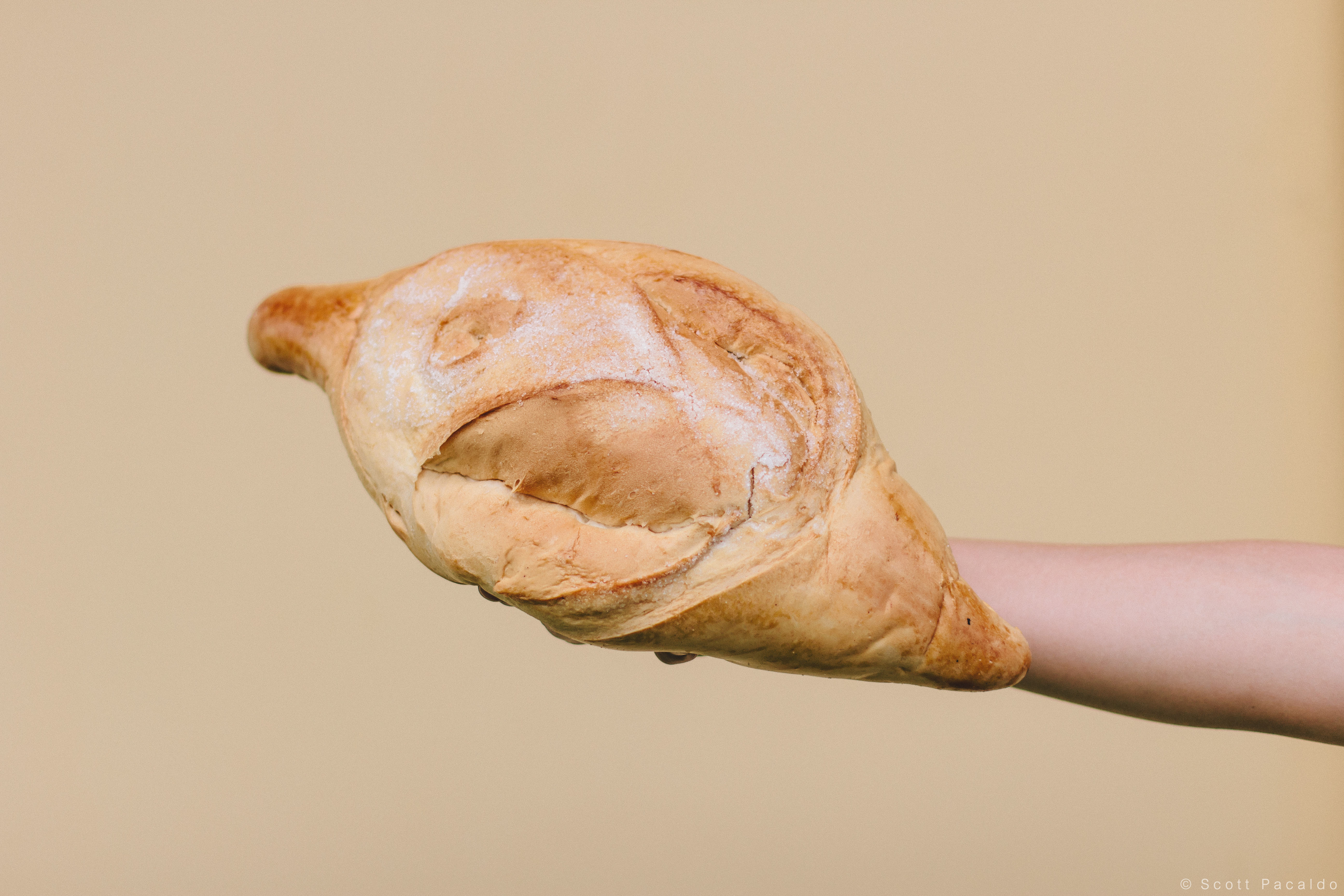
Una versión grande de Pinagong

Monay es uno de los tipos de pan más básicos en Filipinas y, a veces, se lo conoce como la "madre de todos los panes filipinos", ya que puede modificarse para dar lugar a otros tipos de pan. 

## En la cultura popular
La forma distintiva del pan a menudo se ha comparado con la forma de las nalgas o los genitales femeninos. En ciertas regiones de Filipinas, monay se usa coloquialmente para este último. Por ello algunas versiones modernas omiten o cambian el nombre.